# 반델리어 국립기념물

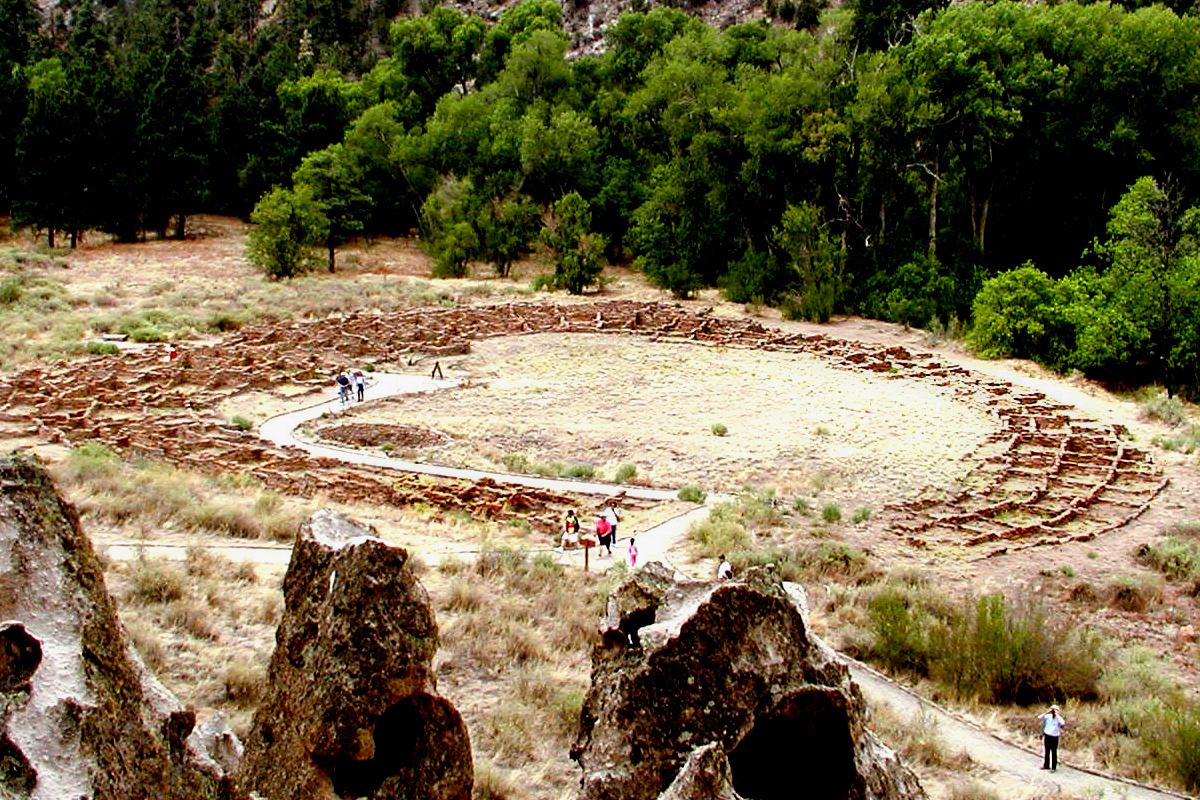
큐웨니 유적지

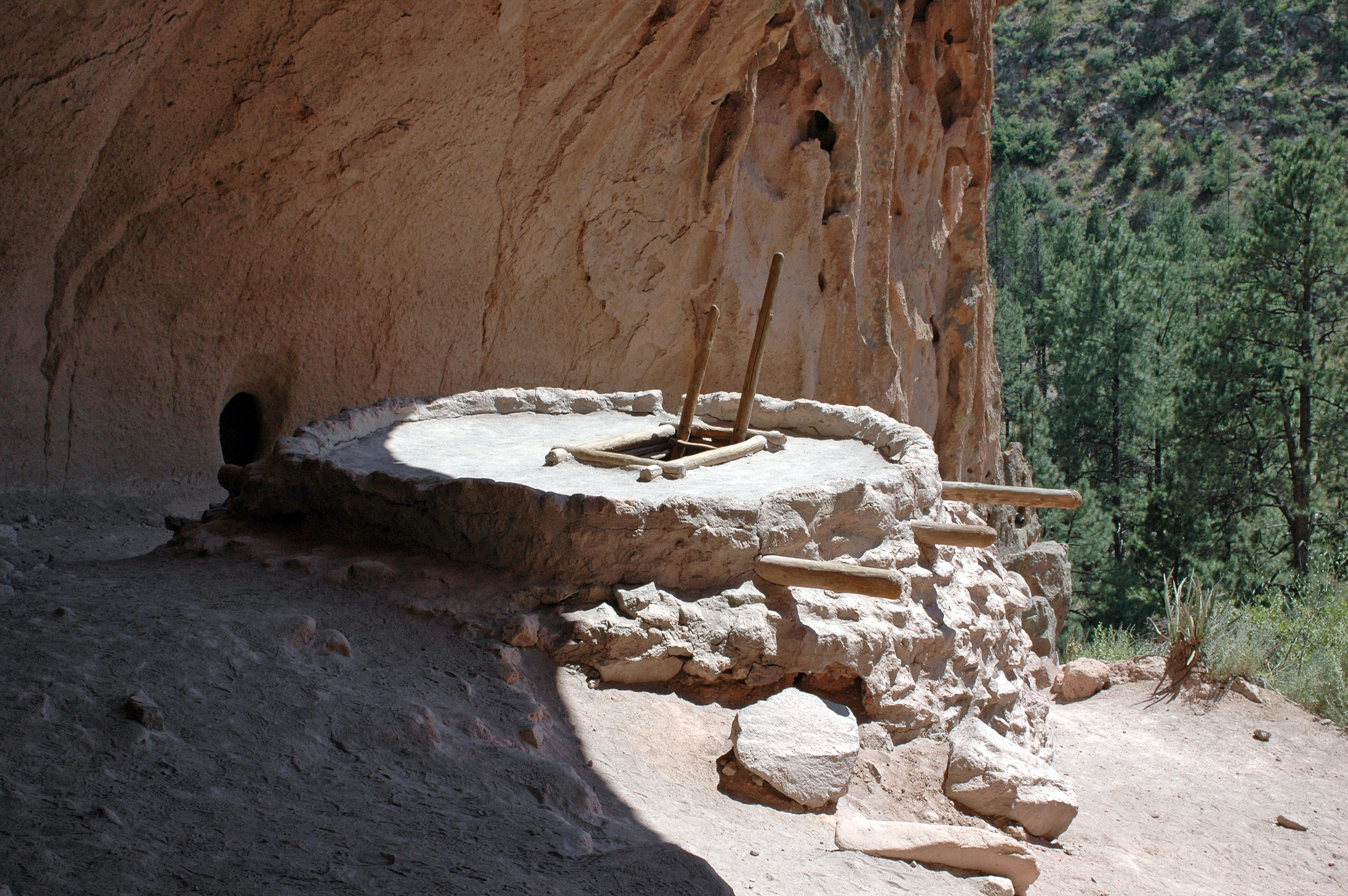
복원 시켜 놓은 키바. 40m 높이의 절벽 위 알코브(암굴)에 있다.

반델리어 국립기념물(Bandelier National Monument), 또는 원어 그대로 반델리어 내셔널 모뉴먼트는 미국 뉴멕시코주에 있는 인디언 유적지로서 1916년 미국 국립기념물로 지정된 공원이다. 서기 1150년부터 1,500년까지 인디언이 거주했던 건물의 집터가 남아 있는 유적지이다. 로스 알라모스 (Los Alamos)
에서 10마일 정도 떨어진 남쪽에 있다. 대표적인 유적지는 큐웨니 유적으로 불리는 집단 거주 건물인데 원형의 구조로 지은 옛날 푸에블로 인디언의 아파트 건물과도 같은 건물이다. 캠프장(Campground)도 있고 총 연장 거리70마일에 이르는 등산로 (Trail)가 있어 등산객에게도 인기가 있는
곳이다. 2010년에는 23만4천 명에 달하는 관광객이 찾아왔다.

## 역사
이곳의 공원은 1916년에 내셔널 모뉴먼트로 지정되었는데 이곳 유적지를 발견했고 유적지 보호를 위해서 공헌했던 아돌프 반델리어(Adolph F.A. Bandelier)의 이름을 따서 모뉴먼트의 이름을 짓게 되었다. 그는 스위스에서 미국으로 부모를 따라 어렸을 때 이민을 와서 일리노이에서 자랐는데 부모의 비지니스를 도와야 했지만 이에 만족하질 않고 인디언 역사 연구와 그 유적답사에 몰두하며 평생을 바쳐왔다. 그는 1880년 코치티 푸에블로 인디언과 함께 이곳을 처음 답사해서 유적지가 세상에 알려지게 되었다.

## 지리

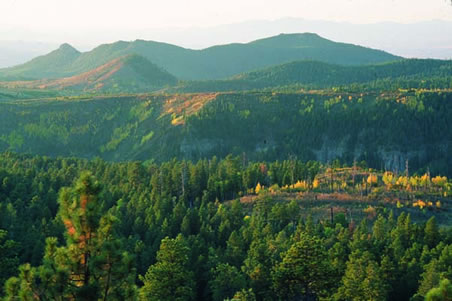
반델리어 모뉴먼트의 주변 경치

공원이 차지하는 지역은 헤이메즈산(Jemez Mt.) 분화구 정상에서 리오그란데(Rio Grande)강에 이르는 약 33,750에이커(135Km2)의 넓은 지역을 차지하고 있다. 이곳의 유적이 모여 있는 헤이메즈 산밑의 이 지역은 헤이메즈산의 화산폭발로 이 일대를 뒤덮었던 화산재가 굳어져서된 응회암 (凝灰岩Tuff)으로 덮힌 메사인데 프리홀리스 케년(Frijoles Canyon)의 북쪽편의 절벽이 참으로 인상적이다. 메사의 절벽에 노출된 응회암이 부식되어 많은 구멍이 여기 저기 난 것이 마치 구멍 많이 뚤린 스위스 치즈 같다고 비유하기도 한다. 메사의 위는 해발 1920m이며 케년(Canyon) 골자기는 1860m가 된다. 케년에는 일 년내내 개울물이 흘러서 푸에블로 부락 형성에 좋은 지리적 환경을 제공했다.

## 유적지
- 큐웨니 유적

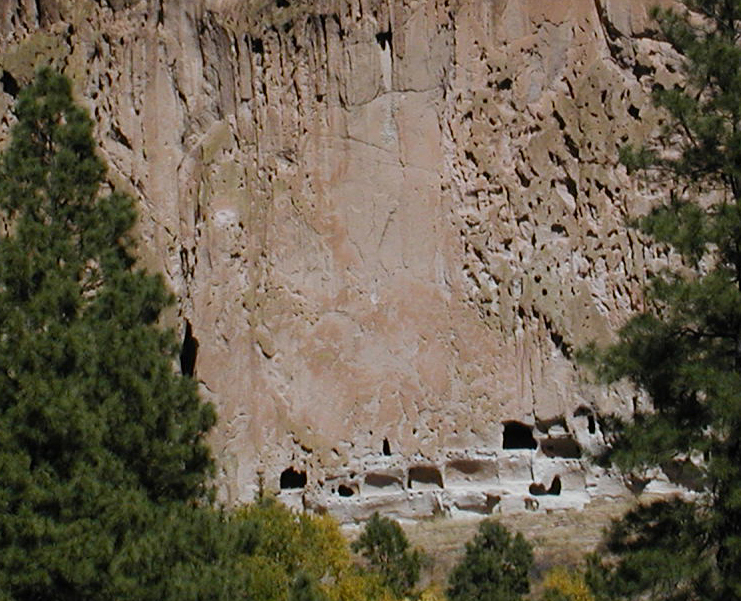
롱하우스 유적

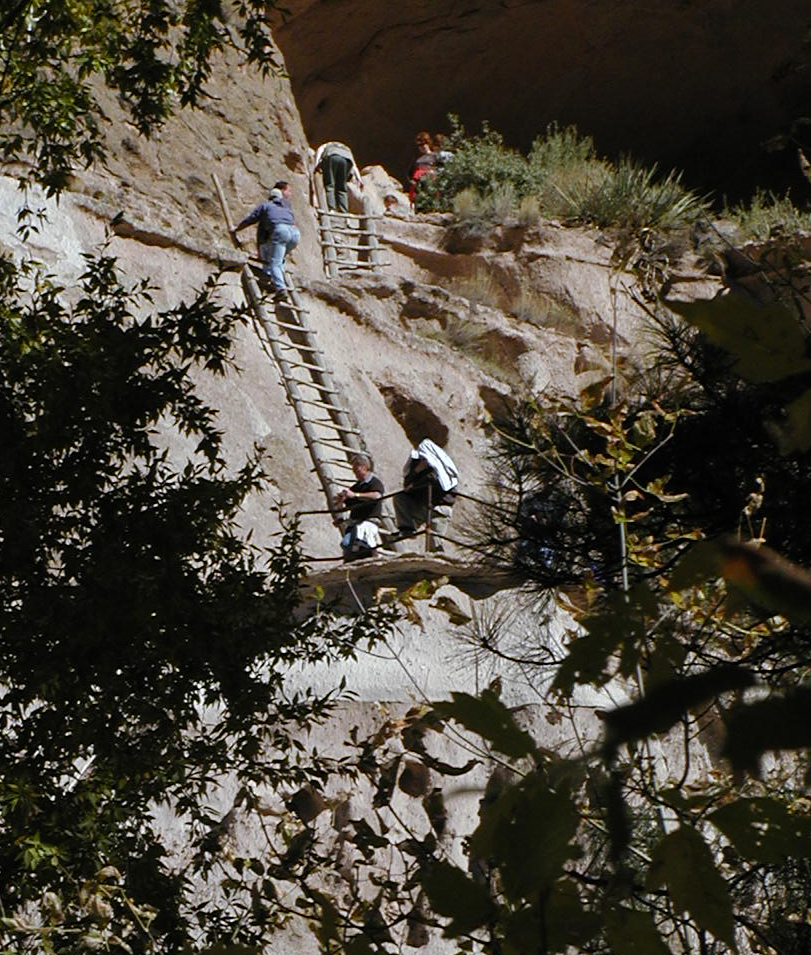
알코브 하우스로 올라가는 사다리

방문객센터의 뒷문에서 약 400야드쯤 떨어진 곳에 있다. 서기1150년부터 1,500년까지 푸에블로 인디언 선조들이 부락을 형성해서 거주한 건물의 집터가 남아 있다. 큐웨니 유적(Tyuonyi Ruin: “Tyuonyi”의 발음은”QU-weh-nee”로 해야 된다. 코치티 푸에블로의 케레(Keres)언어임 )으로 불리는 이 집단 거주건물은 원형의 구조로 지은 얫날 푸에블로 인디안의 아파트 건물로 보아도 될것이다. 건물 자체가 외부의 침입을 막기 좋도록 원형으로 둘러싼 담 역할을 하게 지었다. 아래층에 방이 245개 2층과 3층방을 모두 합치면 400개의 방이 되는데 약 100명정도의 인디안이 거주했다고 하니 대부분의 방은 창고라 든지 다목적 용도로 썻든것 같다. 건물안에 있는 마당에는 원형의 구덩이가 있는데 이것은 그들의 종교예식을 행하든가 회의장소로 쓰였던 지하실 건물 키바(Kiva)가 있던 곳이다.
- 롱하우스(Long House)

메사의 절벽밑에는 절벽을 벽으로 삼아 2층 또는 3층으로 연립주택 구조로 240m(800ft)정도 기리로 집을 지은 유적이 있는데 여기에 지었던 집을 롱하우스(Long House)라고 부른다. 절벽의 바위에 구멍을 뚫어서 석가래 통 나무를 끼어 넣은 흔적이 보이고 방의 벽이 되었던 절벽 암석에 새겨놓은 그림, 페트로그립( Petroglyph)도 볼 수 있다.
- 알코브하우스

알코브하우스(Alcov House)는 절벽 높은 곳 42m(140ft)에 움푹 들어간 굴같은 알코브 (Alcove)가 있는데 이곳에도 인디언이 거주했던 유적이 있다. 네개의 사다리와 계단을 연속 반복해서 기어 올라가게 된다. 일반적으로 유적지를 보면 대개 대여섯 가족이 거주한 곳이면 으레히 키바(Kiva)하나를 지어 놓은 것을 보게 되는데 이 곳 굴안에도 예외 없이 키바가 하나 있다. 잘 복원 되어 있어서 관광객이 사다리를 타고 들어가 볼 수 있게 해 놓았다.

## 콘차스 산불 영향
2011년 6월26일 발생한 콘차스 산불(Conchas Fire)로 인해서 공원의 50% 이상 되는 지역이 피혜를 입었으나 중요한 유적지는 피혜를 입지 않았다. 그러나 이로 인해서 공원의 일부가 폐쇄되었었다.

## 갤러리

반델리어모뉴먼트
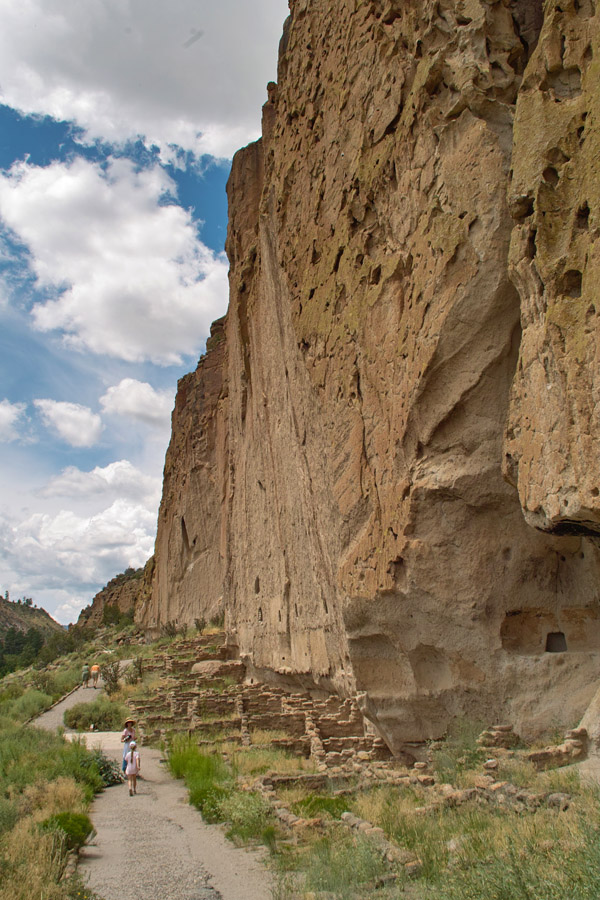
메사의 절벽
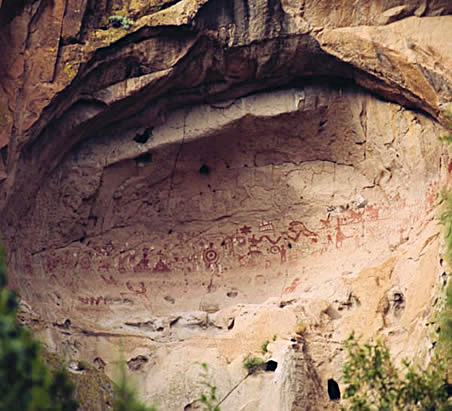
벽화
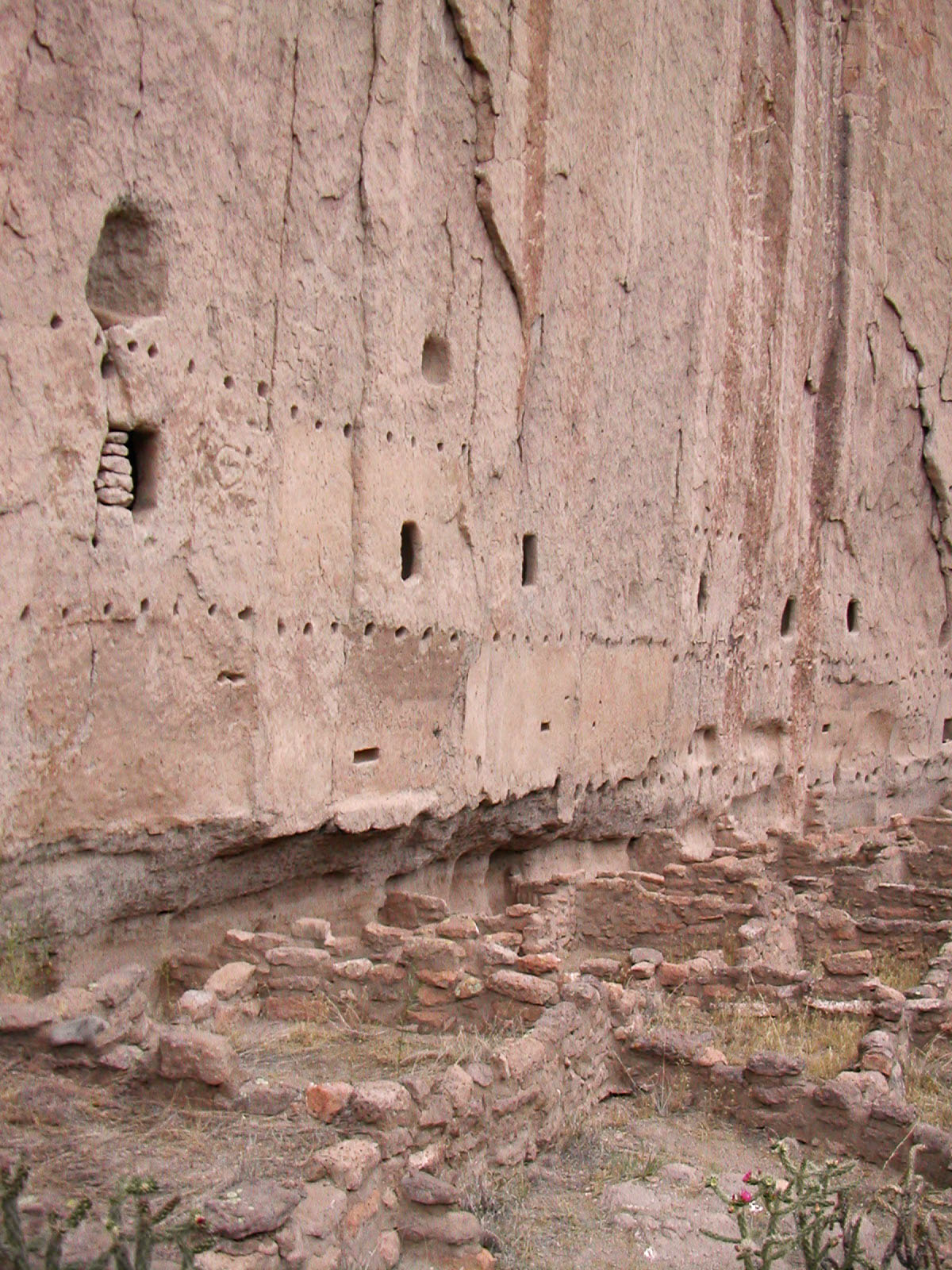
절벽밑에 거주했던 유적
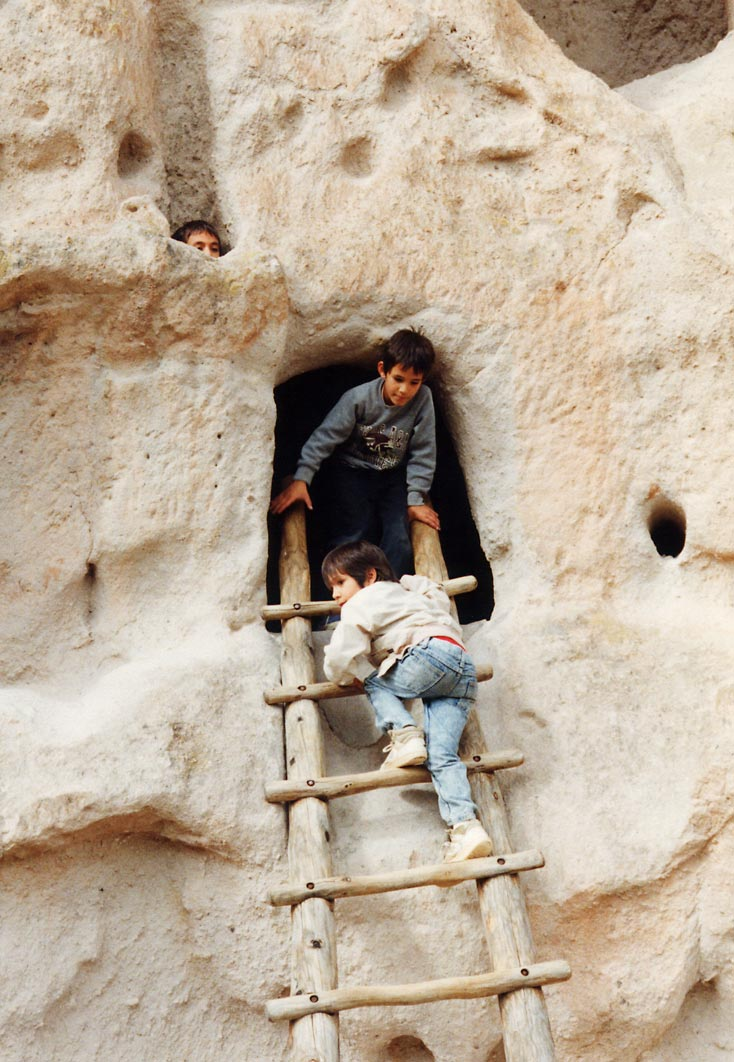
절벽에 뚤린 굴 들여다 보기.